# Phaseolin
Phaseolin là loại protein globulin dự trữ chính trong hạt đậu non (Phaseolus vulgaris L.). Thomas Burr Osborne là người đầu tiên đặt tên, phân lập và mô tả đặc tính protein này vào năm 1894.